# Tailgate
Tailgate es el nombre de un estilo de tocar el trombón de varas, propio de las primeras épocas del jazz tradicional, caracterizado por un lenguaje rudo y vehemente, de voz llena y opulenta, fraseo rápido y fluido, repleto de breves glisandos, que funciona como un perfecto sostén de la improvisación colectiva propia del hot.
Según algunos autores, la denominación proviene de la rampa trasera de los camiones, y comenzó a aplicarse debido a que, en las bandas que tocaban sobre estos vehículos, el trombonista debía bajarla para poder maniobrar.
Tradicionalmente se reputa a Kid Ory como el inventor de este estilo de empleo intensivo de la vara. Sin embargo, no es el único representante de este estilo, pues George Brunis, en sus grabaciones con Muggsy Spanier, es quizás el ejemplo más depurado. Otros intérpretes destacados de tailgate, fueron Jim Robinson y Santo Pécora, este último más tardío.